# Naturgesetz Partei
Die Naturgesetz-Partei, Aufbruch zu neuem Bewusstsein (Eigenschreibweise: Naturgesetz Partei, Kurzbezeichnungen: NATURGESETZ und Bewusstsein) war eine Kleinpartei in Deutschland, die als Teil der transnationalen Naturgesetz-Partei die Prinzipien der Transzendentalen Meditation (TM) der von dem Inder Maharishi Mahesh Yogi gegründeten „Geistigen Erneuerungsbewegung“ (Spiritual Regeneration Movement) in die Politik aufnehmen wollte. Sie wurde 1992 gegründet und existierte bis 2004.

## Programm
Durch eine Anzahl von Strafanzeigen gegen Politiker – laut Aussage der Partei bestand das Ziel, 10.000 Strafanzeigen zu stellen – sollten diese Politiker für ihre angebliche Mitschuld an „Verbrechen“ und „Gesundheitsschäden“ infolge des Ignorierens der vorgeschlagenen Bewusstseinstechnologien (wie der TM-Technik) verantwortlich gemacht werden. Am Ende wurden etwa 1500 Strafanzeigen erstattet, unter anderem gegen den Bundeskanzler. Sie wurden jedoch von der Staatsanwaltschaft Berlin als haltlos zurückgewiesen. 
Gemäß der von Maharishi Mahesh Yogi propagierten Lehre wollte die Partei die Gesundheitskosten um mehr als 50 % reduzieren und in vielen weiteren Bereichen Lösungen bieten. Des Weiteren lehnte die Naturgesetz-Partei die Einführung des Euro und gentechnische Manipulationen insbesondere an Nahrungsmitteln ab.
Bekannt wurde die Partei auch durch „Yogische Flieger“. Diese behaupteten, eine vom Yoga-Begründer Maharishi Patanjali in den so genannten Yoga-Sutras bereits vor Jahrtausenden erwähnte Levitationstechnik auszuüben. Soweit man das von außen beobachten kann, ähnelt das Anfangsstadium der im Lotossitz ausgeführten Sprünge eher dem Froschsprung. Die Ausübenden behaupten jedoch, dass das eigentlich wichtige Phänomen nicht das Hüpfen, sondern die zugrundeliegende geistige Aktivität und deren Auswirkungen im Nervensystem und der Umgebung seien.

## Funktionsträger
Laut Oeckl Taschenbuch des Öffentlichen Lebens von 1994 waren zum damaligen Zeitpunkt Ilse Eickhoff Vorsitzende und Axel Burkart Geschäftsführer der Partei.

## Entwicklung
Die Partei konnte bei keiner Wahl Mandate erringen. Auf einer Bundesversammlung im Jahr 2001 beschloss die Partei, nicht mehr an Wahlen teilzunehmen.

## Wahlergebnisse
- Bundestagswahl 1994: 0,16 %, 1998 0,06 %
- Europawahl 1994: 0,26 %, 1999 0,14 %

### Landtagswahlen
- Baden-Württemberg: 1996 0,1 %
- Bayern: 1994 0,1 %; 1998 0,1 %
- Berlin: 1995 0,3 %; 1999 0,2 %
- Bremen: 1995 0,1 %; 1999 0,2 %
- Hamburg: 1993 0,2 %; 1997 0,1 %
- Hessen: 1995 0,2 %; 1999 0,1 %
- Mecklenburg-Vorpommern: 1994 0,2 %
- Nordrhein-Westfalen: 1995 0,2 %; 2000 0,0 %
- Rheinland-Pfalz: 1996 0,3 %
- Saarland: 1994 0,2 %